# 중국은행 타워 (홍콩)
중국은행 타워(중국어: 中銀大廈 중은대하[*], Bank of China Tower 뱅크 오브 차이나 타워[*])는 홍콩 중완에 건설된 중국은행 (홍콩) 본점 건물이다.
이 건물은 프리츠커상 수상자이기도 한 중국계 미국인 건축가 I. M. 페이가 디자인하였다. 건물의 높이는 315m이다. 또한 두 개의 대형 마스트가 367.4m 높이로 솟아 있다. 1990년 완공되었으며 층 수는 지상 70층, 지하 2층이다. 센트럴 MTR 역 부근에 소재한다. 1990년 완공 당시에는 홍콩에서 제일 높은 빌딩이었으며, 그동안 아시아 최고층 빌딩이었던 싱가포르의 OUB 센터를 제치고 아시아에서도 가장 높은 건물에 등극하였다. 당시 북미 외의 지역에서 1000 피트 (305m)의 높이를 넘은 최초의 건물이었다. 1992년 센트럴 플라자가 건설되기 전까지는 아시아에서 제일 높은 빌딩이었으며, 현재는 홍콩 내에서 국제상업센터와 국제금융센터, 센트럴 플라자 다음으로 네번째로 높다.
영문명칭인 Bank of China Tower의 약칭으로 BOC Tower 라고도 많이 불린다. 홍콩을 상징하는 건물의 중 하나이자 관광명소이다. 그리고 세계적으로 유명한 건축물로 알려져 있다.

## 건축
건물 디자인에는 구조적 표현주의(structural expressionism)가 도입되었다. 대나무가 자라는 형상을 따서 건물이 디자인되었다. 대나무가 자란다는 것은 생동감과 풍요의 상징이기도 하다. 전체 구조물은 건물의 모퉁이마다 배치된 5개의 철골 기둥에 의해 지지된다. 또한 삼각형의 프레임워크가 하중을 이들 5개의 기둥으로 전달시켜 준다.

## 전망대
43층에 있는 소규모의 전망대는 일반인에게 개방되어 있다. 70층에 있는 중국어: 七重廳 칠중청[*]이라는 이름의 주 전망대는 예약을 하고 가야 한다.

## 터
이 건물은 예전에 머레이 하우스가 있던 터에 들어섰다. 대지 면적은 6700m²이다. 머레이 하우스가 벽돌까지 하나하나 그대로 스탠리 지역으로 이동한 후 1982년 8월 이 터는 홍콩 정부에 의해 "10억 홍콩 달러"에 매각되었다. 당시는 홍콩 주권 반환에 앞서 홍콩의 미래에 대한 우려가 존재하던 시기였다.
이 대지의 개발 이후, 총연면적은 10만m²로 추정된다.

### 특혜
당시, 중국계 회사에 대해, 특히 중국은행 (홍콩)에 대해 홍콩 정부는 특혜를 주는 입장을 취했고, 이 점은 여러모로 비난을 샀다.
대지 매입비 10억 홍콩 달러는, MTR 코포레이션이 Admiralty II라는 이름의 대지(6250 m)를 사기 위해 들인 "현금" 18억 2천만 홍콩 달러의 절반 정도였다. 홍콩은행은 최초 6천만 달러를 지불했고 나머지는 6% 이율로 지불하기로 계약하였다. 이 매매 계약의 발표 과정의 처리가 잘못되어서, 신뢰도를 떨어뜨리기도 하였다. 홍콩의 주가 지수인 항셍 지수는 다음날 바로 80포인트 떨어졌다. 홍콩 달러의 가치도 다음날 바로 1.5% 떨어졌다.

## 풍수

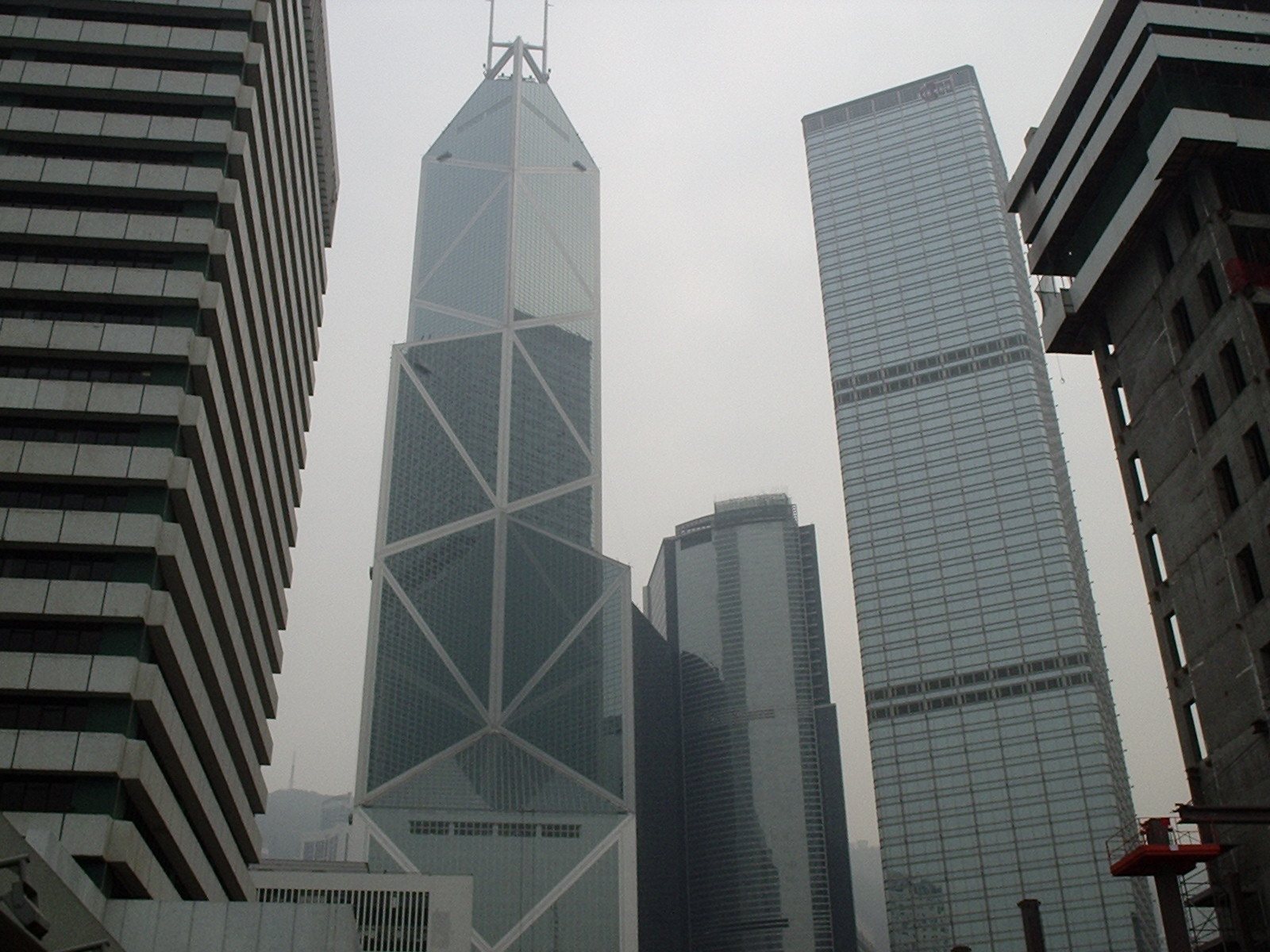
중국 은행 타워와 그 옆 고층 건물들.

몇몇 풍수사들이 건물의 원래 디자인에 'X'자 모양이 너무 많이 들어간다고 비평하였다. 그러한 비평을 받아들여 Ieoh Ming Pei 이에오 밍 페이[*]는 건물이 공사에 들어가기 전 디자인을 수정하였다. 또한, 어떤 각도에서 바라보면은 이 건물은 도봉(刀鋒, 고기 베는 큰 식칼, cleaver)과 닮아 보이기도 한다고 한다. 풍수지리 용어로는 이 건물을 도봉(刀鋒) 모양새라고 묘사한다. 실제로 HSBC 홍콩 본점 빌딩을 향해 이런 모습을 한 것을 관찰할 수 있기도 하다. 
건물이 막 지어지기 시작할 무렵, 칼의 칼날이 구 홍콩 총독부(港督府)를 가리키고 있다고 하여 논란이 되었다. 홍콩 총독부는 결국, 중국은행 타워를 향한 방향으로, 살기를 줄이기 위하여, 미루나무를 심었다는 속설이 있다. 또한, 칼날의 다른 끝면은 HSBC 홍콩 본점 빌딩을 향해 있었는데, 중국은행 타워가 지어지자마자 HSBC 홍콩 본점의 실적이 떨어진 것에 대해 말이 많았다. HSBC 홍콩 본점 빌딩 측에서 두 개의 대포 모양의 장식물을 옥상에 설치하여 살기를 막았고, 이에 HSBC의 실적이 다시 좋아졌다고 하는 속설이 있다.

## 대중문화
중국은행 타워의 미래지향적 디자인은 대중문화에도 영향을 미쳤다. 심시티 3000, 심시티 4라는 게임에 홍콩의 랜드마크로서 삽입되었다. 이 건물의 외관이 약간 변형되어 스타플릿 "통신연구소"라는 이름으로 티비 시리즈 스타 트렉: 보이저에 등장하기도 한다. 트로피코 4에서도 “국립은행”이라는 이름으로 등장한다.

## 같이 보기
- 중국은행 (홍콩)
- 중국은행
- 홍콩
- 청 콩 센터
- 마천루 목록
- 아시아의 마천루 목록
- 홍콩의 마천루 목록

## 사진

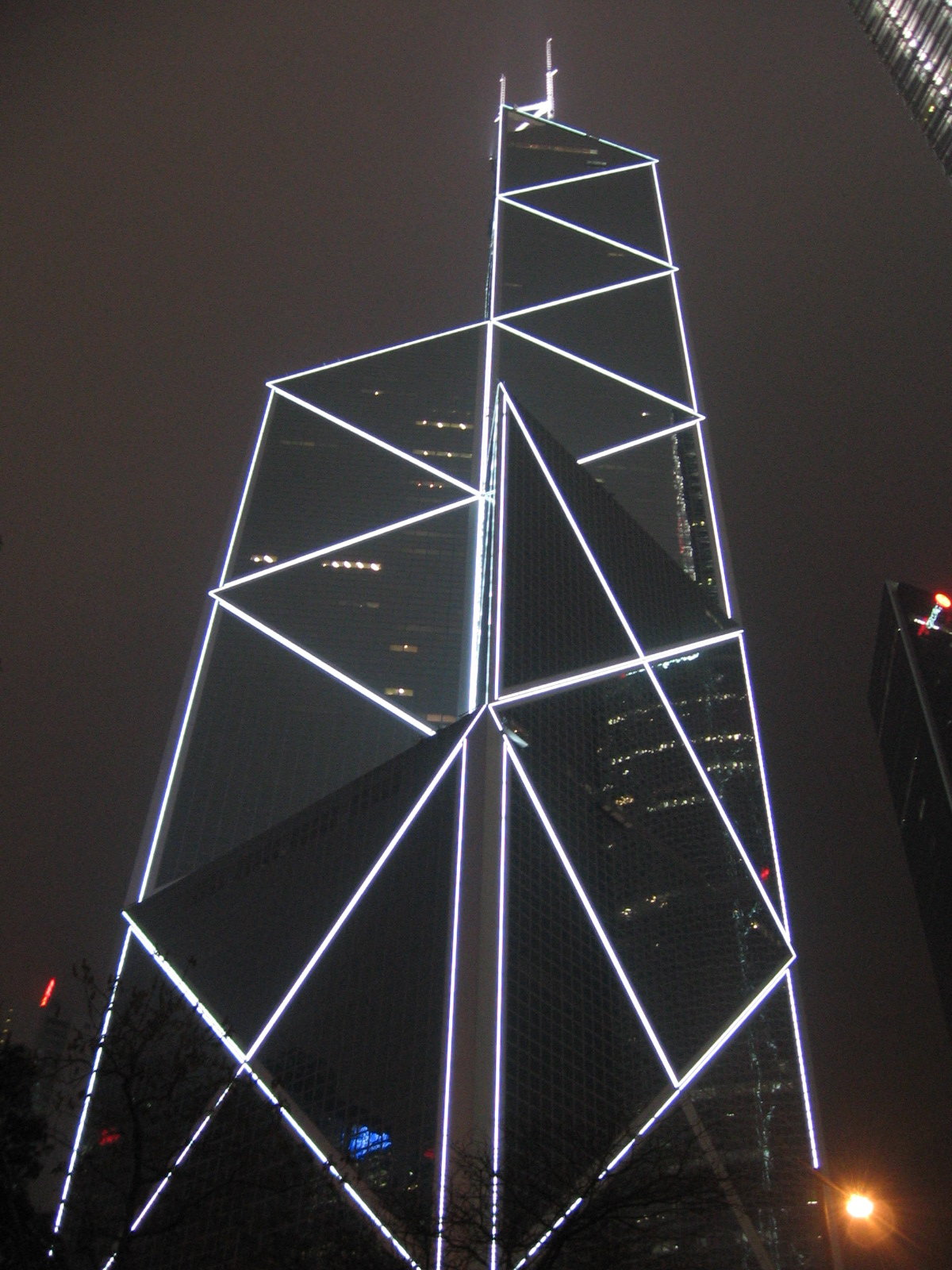
중국은행타워 야경
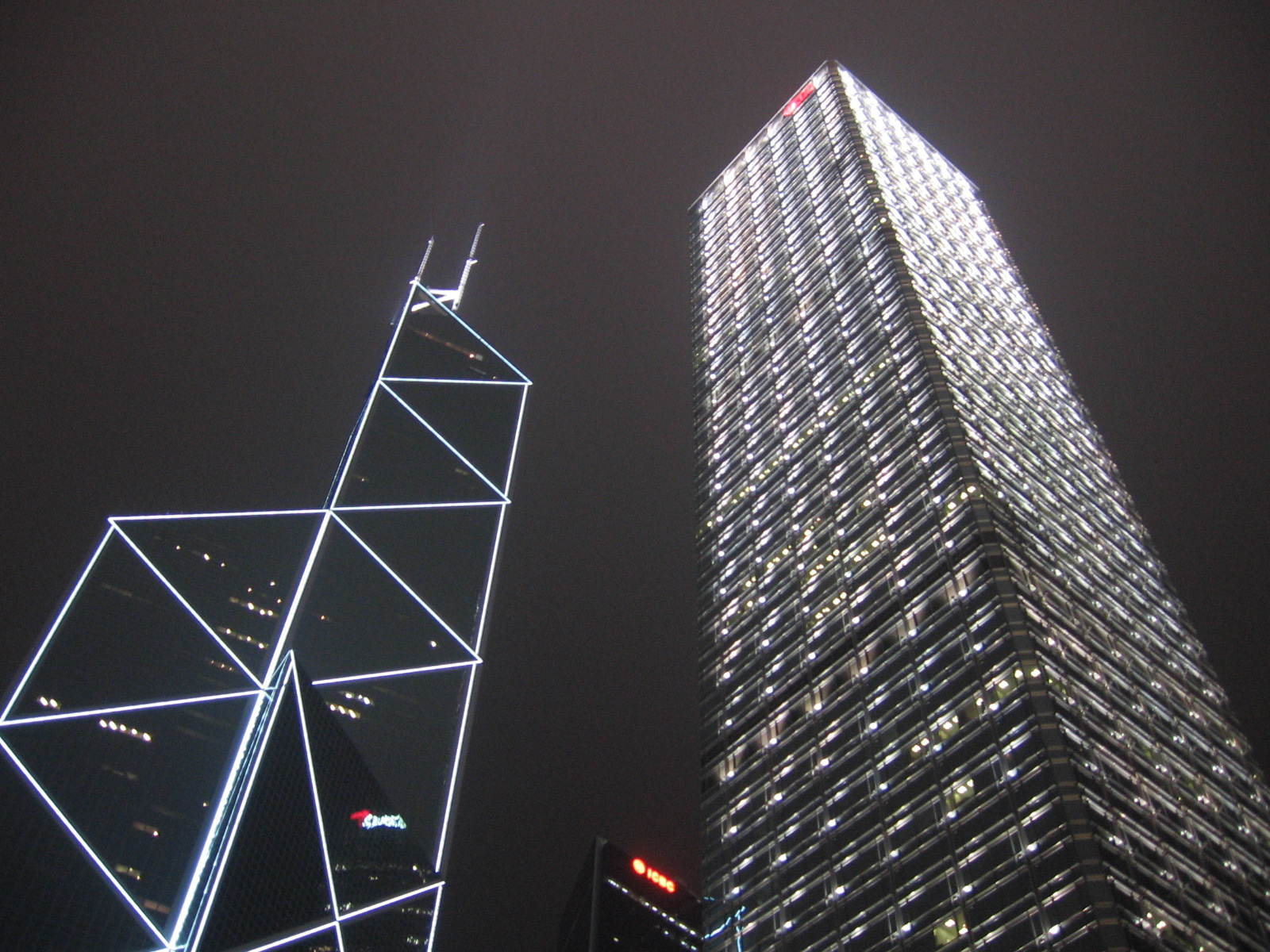
중국은행 타워와 그 옆 쳉콩센터
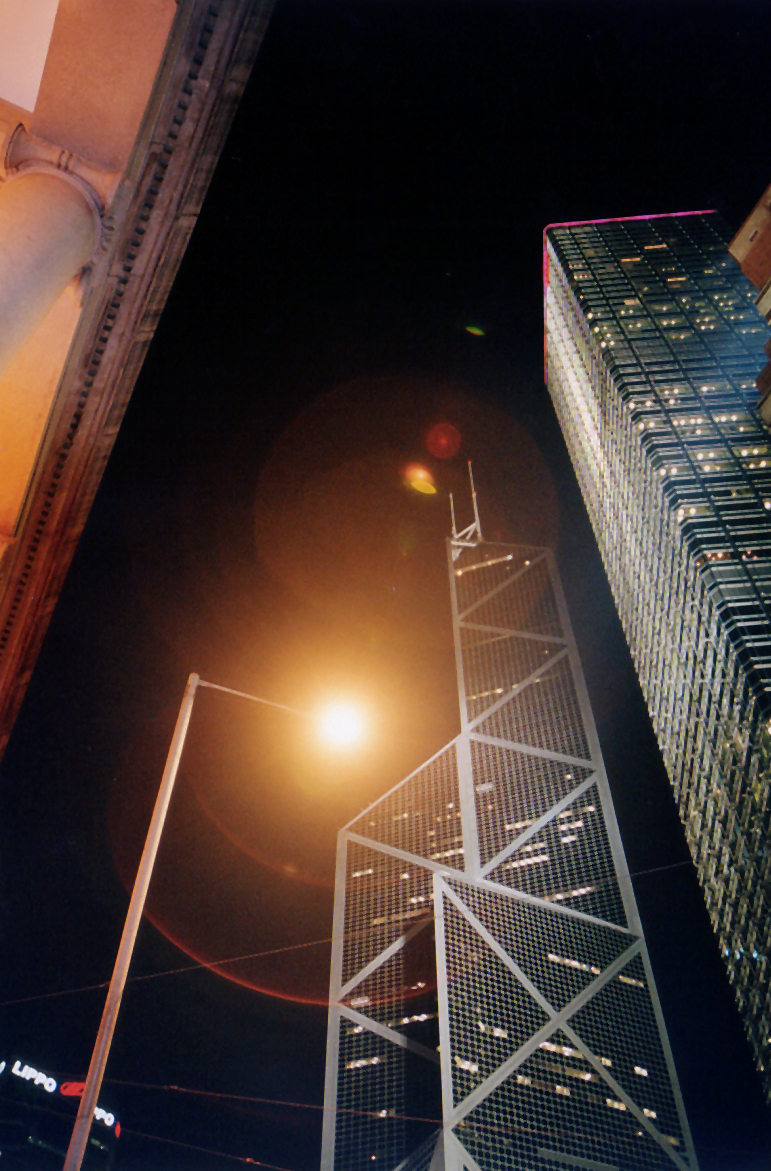
중국은행타워 야경
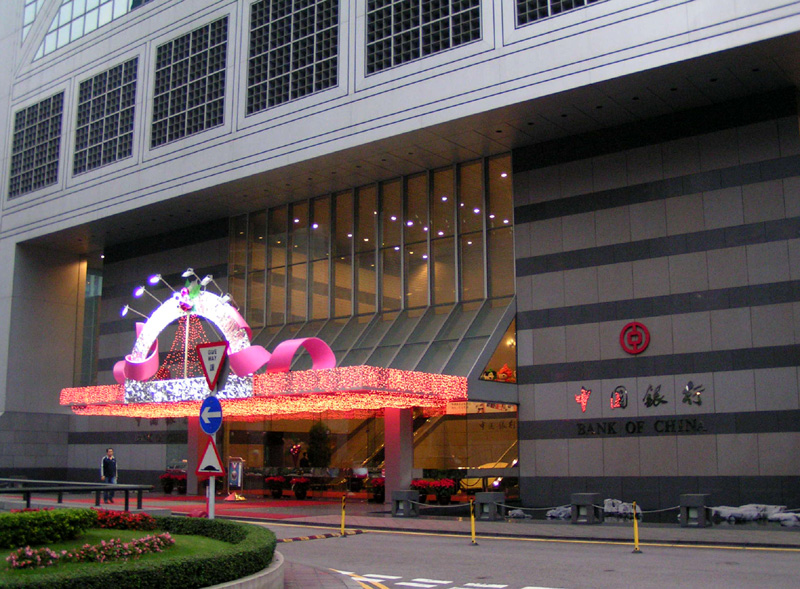
남쪽 출입구
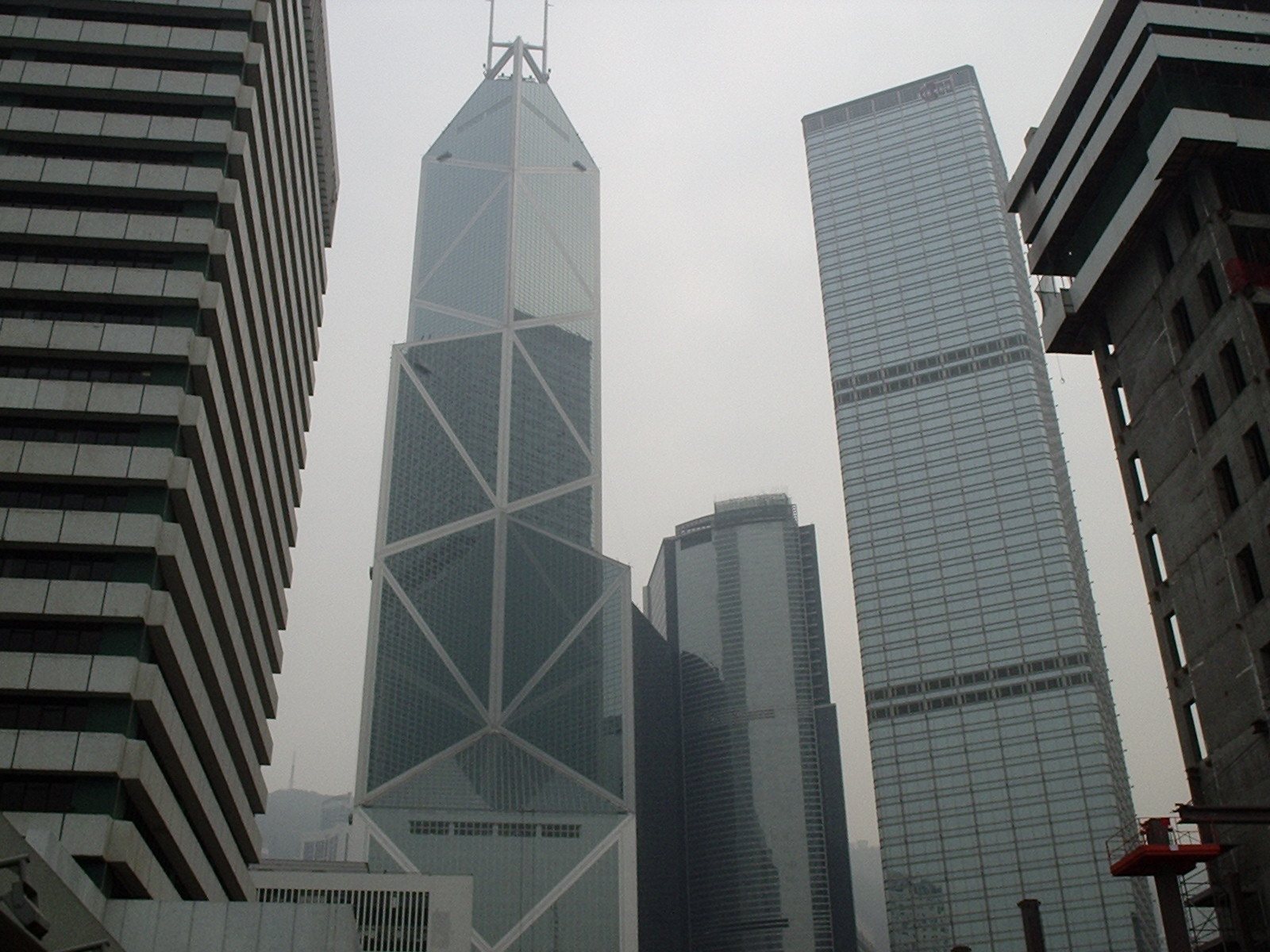
중국은행타워와 그 옆 고층건물들
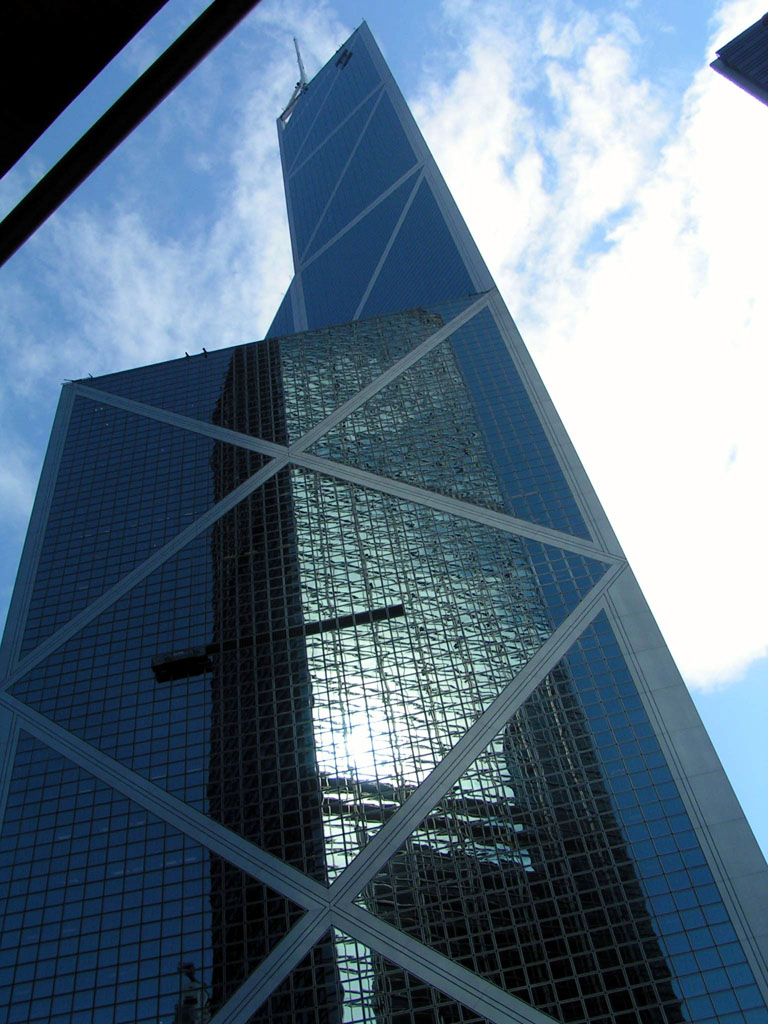
중국은행타워. 쳉콩센터가 비춰지고 있다.
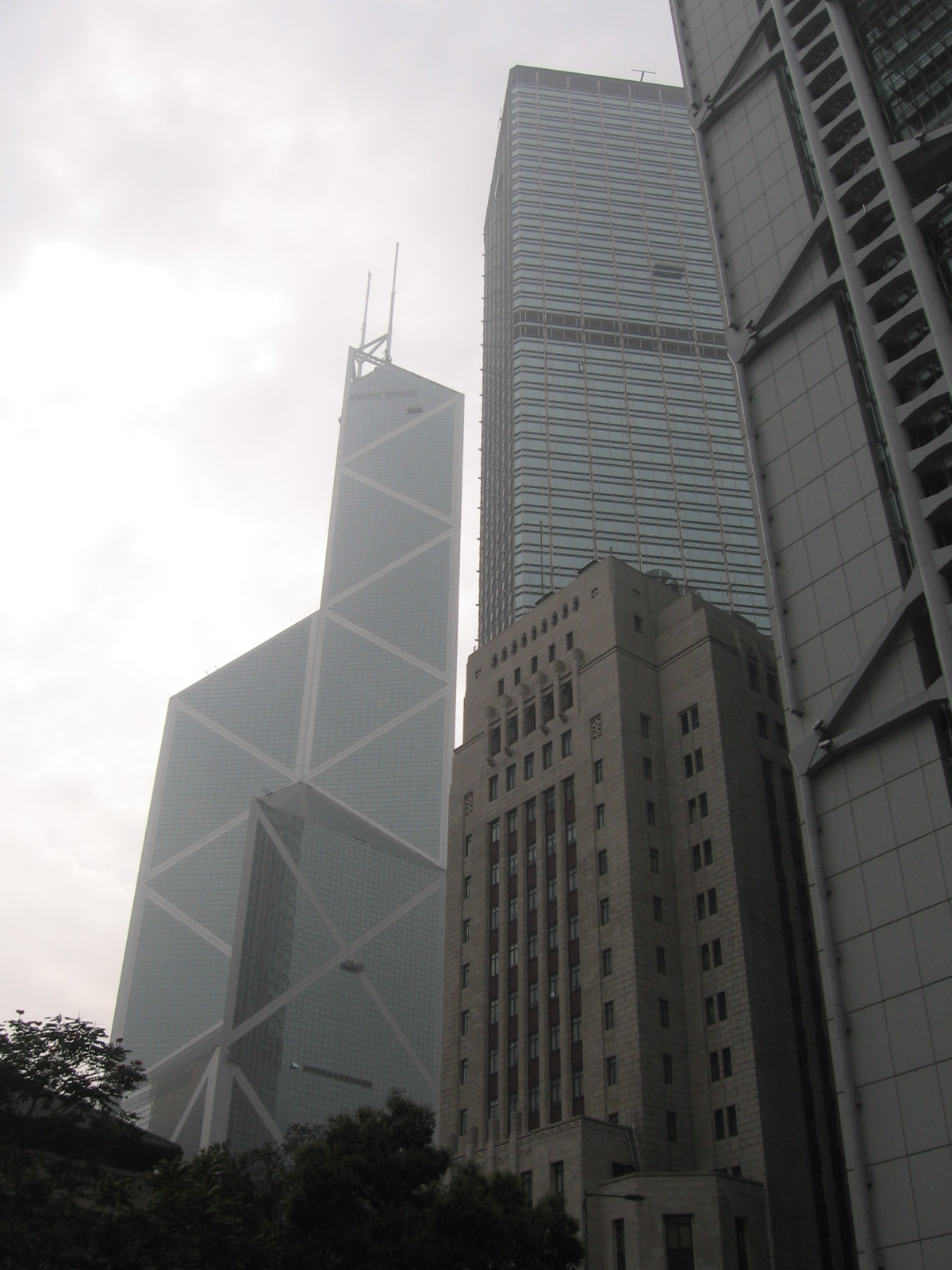
중국은행타워. 2006년 3월.
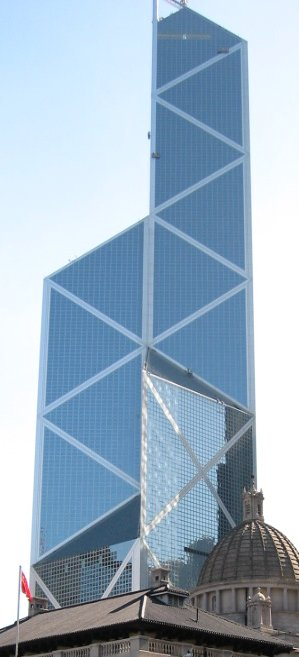
중국은행타워